# آلال
در افسانه‌های میان رودان، آلال گونه‌ای دیو بود که برای وسوسه کردن مردان، از دنیای زیرین بیرون می‌آمد و اشکال گوناگونی به خود می‌گرفت. بابلیان این وسوسه‌ها را با جادو و افسون از خود می‌راندند.
در هنر کلدانی-آشوری این ارواح به شکل هیولاهای ترسناک تصویر می‌شوند که نمونه‌های آن در نقش برجستههای کاخ آشوربانی‌پال در نینوا (عراق فعلی)، امروزه در موزه بریتانیا) و برنزهای کوچک و لوح‌های سفالی پخته شده به شکل سیلندر، مخروط، یا تمبر دیده می‌شود.
به‌طور کلی این اهریمنان به شکل انسان/حیوان نمایش داده می‌شدند، که تن انسان و سر شیر با آرواره‌های باز، گوش‌های یک سگ و یال اسب داشتند. بیشتر زمان‌ها پاها با پنجه‌های شکاری پرندگان جایگزین می‌شد.
الهه ای که آلال از او فرمان می‌برد آلات نام داشت و همسر نرگال، خدای جنگ و خواهر عشتروت بود.